# Lourdesgrot (Simpelveld)

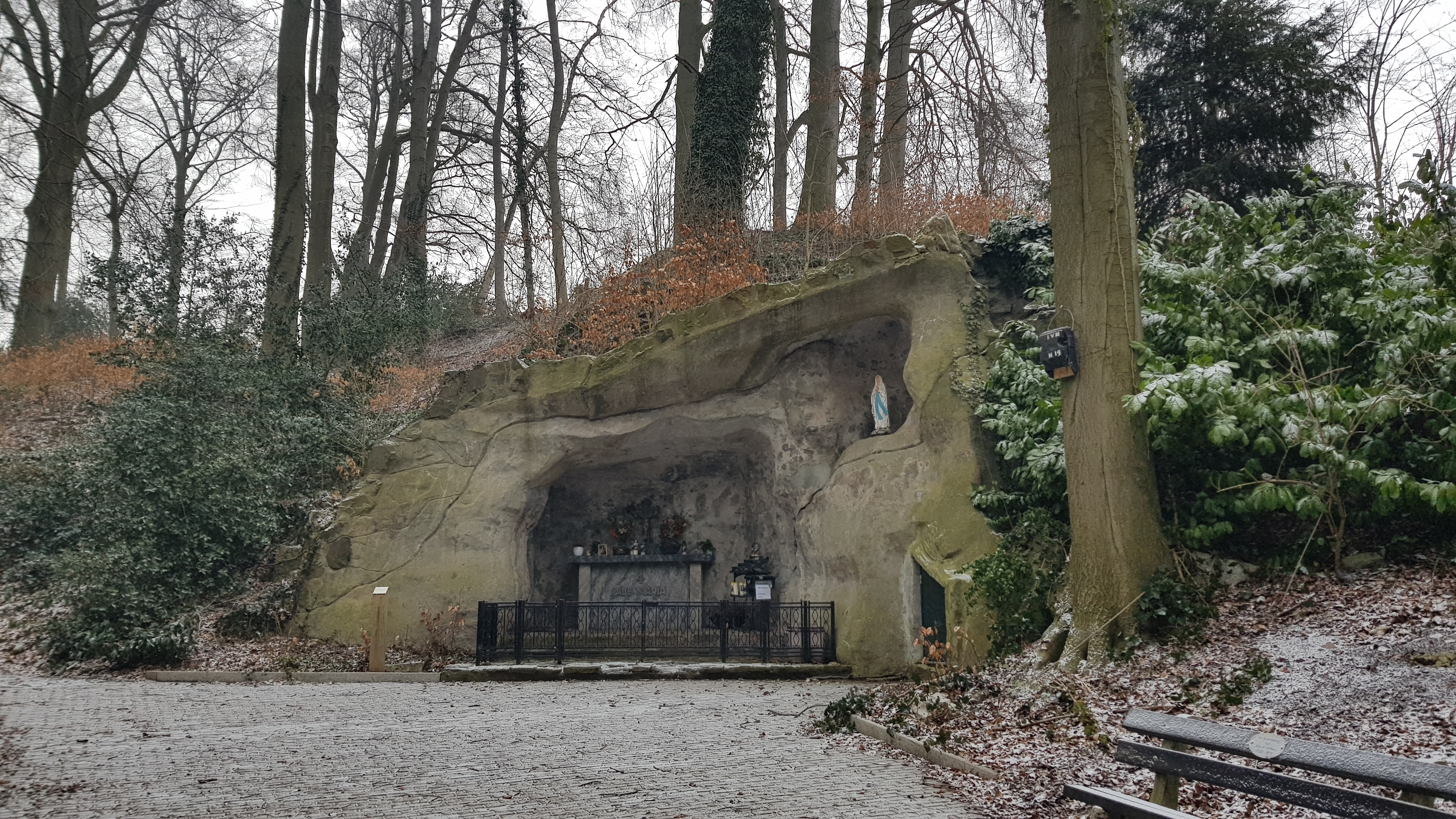
De Lourdesgrot

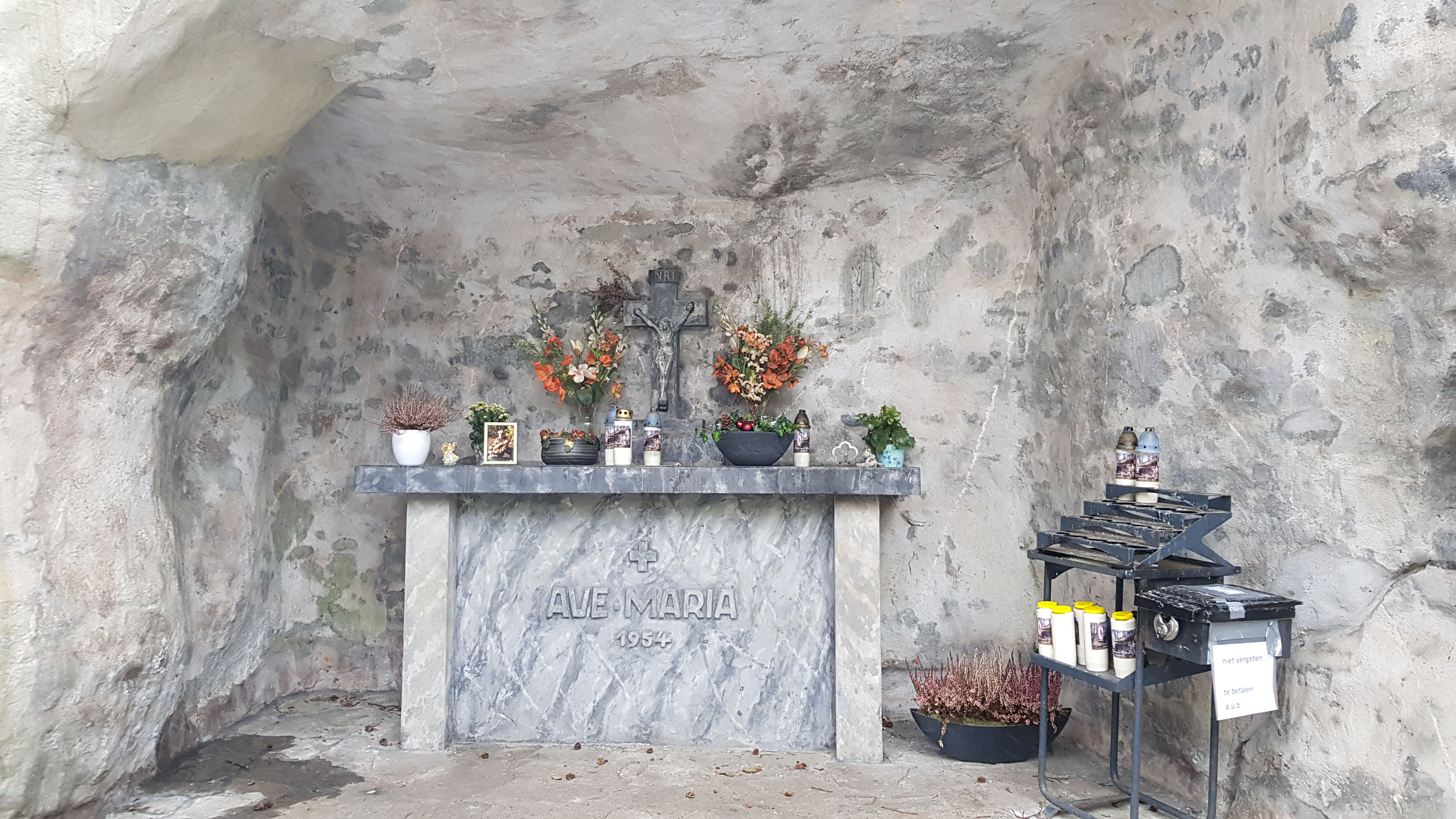
De onderste holte met het altaar

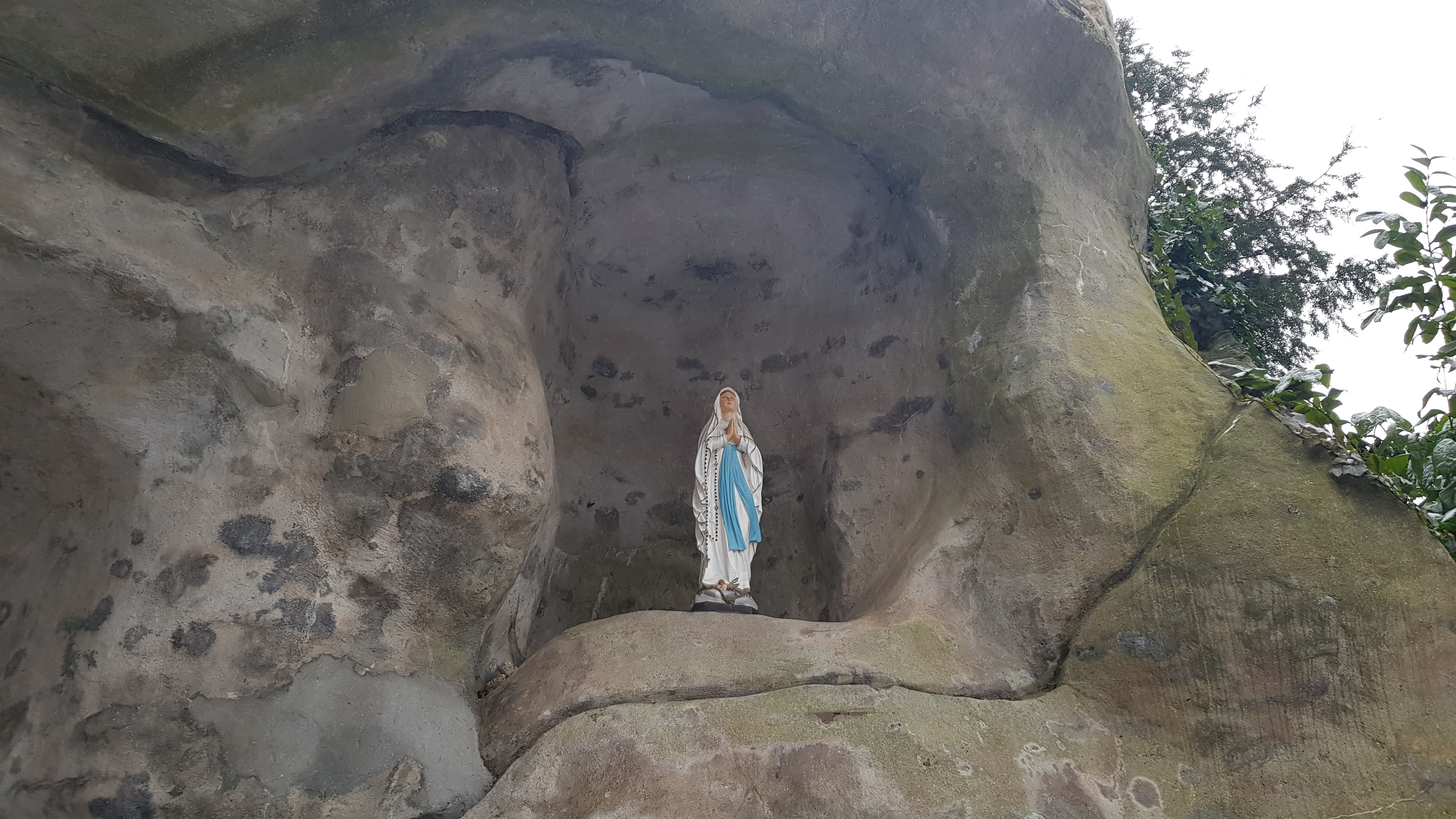
Een biddende Maria in de bovenste holte

De Lourdesgrot is religieus bouwwerk in Simpelveld in de Nederlands Zuid-Limburgse gemeente Simpelveld. De Lourdesgrot ligt ten oosten van het centrum van Simpelveld in het oosten van het Hellingbos. Op zo'n 75 meter naar het noordwesten staat de Heilig-Hartkapel.
De Lourdesgrot is gewijd aan Maria, specifiek aan Onze-Lieve-Vrouw van Lourdes.

## Geschiedenis
In 1954, in het door Paus Pius XII uitgeroepen Mariajaar, werd de Lourdesgrot aangelegd in de tuin van het Huize Loreto. Op 10 december 1954 werd de grot door bisschop Guillaume Lemmens ingewijd.

## Bouwwerk
Het bouwwerk is opgetrokken in natuursteen en beton en is een nabootsing van de grot van Massabielle bij de Franse stad Lourdes. Het bouwwerk omvat twee holtes, waarbij de rechterholte hoger ligt met daarin een beeld van Onze-Lieve-Vrouw van Lourdes en de grotere linkerholte die lager ligt met daarin het altaar. De lager gelegen grote holte wordt afgesloten met een laag smeedijzeren hek.